# Маллинкродт, Паулина фон
Паулина фон Маллинкродт  (нем.  Pauline von Mallinckrodt; 3 июня 1817, Ахен — 30 апреля 1881, Падерборн) — блаженная Римско-католической церкви, монахиня, основательница женской монашеской конгрегации «Сёстры христианской любви».

## Биография
Паулина фон Маллинкродт родилась в семье прусского государственного служащего Дитмара фон Маллинкродта. Училась в Академии Святого Леонарда в Аахене, где среди её учителей была Луиза Мария Гензель.
После смерти матери семнадцатилетняя Паулина фон Маллинкродт воспитывала своих младших сестёр. Кроме них она также принимала в своём доме соседских детей, родители которых не могли из-за бедности дать им хорошее обеспечение. Вскоре Паулина фон Маллинкродт решила посвятить свою жизнь Богу и помощи бедным людям, но исполнить это желание она сразу не могла из-за того, что их семья переехала в Падеборн. В новом месте жительства к ней присоединились другие женщины, которые желали помогать в благотворительной деятельности Паулины. В 1840 году она организовала приют для детей. В 1847 году она основала женскую монашескую конгрегацию под названием «Сёстры Христианской Любви», которая стала заниматься педагогической деятельностью в начальных школах.
В 1871 году Бисмарк запретил образовательную деятельность Католической Церкви в школах. Паулина фон Маллинкродт решила отправить освободившихся от педагогической деятельности монахинь на миссию в США. В апреле 1873 года первые три монахини прибыли в Новый Орлеан, США, тем самым новая конгрегация постепенно стала распространяться за пределы Германии. Вскоре и сама Паулина фон Маллинкродт прибыла в США.
В 1874 году она вместе с некоторыми сёстрам отправилась в Латинскую Америку, в Чили, где основала новые монастыри. В 1875 году в Германии была ограничена деятельность Католической Церкви и Паулина фон Маллинкродт перевела монастыри своей конгрегации в Бельгию. В 1879 году она вернулась из Чили в Бельгию.
30 апреля 1881 года Паулина фон Маллинкродт умерла в возрасте 63 лет, оставив после себя многочисленные монастыри в Германии, Польше, Чили, Бельгии.

## Прославление
В 1985 году Паулина фон Маллинкродт была причислена к лику блаженных римским папой Иоанном Павлом II.
День памяти в Католической церкви — 30 апреля.